# Sylvia Bayr-Klimpfinger
Sylvia Bayr-Klimpfinger (* 1. August 1907 in Wien, Österreich-Ungarn; † 25. Juli 1980 ebenda) war eine österreichische Psychologin und Professorin für Psychologie an der Universität Wien.

## Leben
Sylvia Klimpfinger wurde als Tochter eines Bahnbeamten geboren. Nach dem Besuch der Volks- und Bürgerschule ging sie in die Lehrerinnenbildungsanstalt der Schwestern vom armen Kinde in Döbling. 1926 legte sie die Reifeprüfung für Volksschulen ab, danach besuchte sie von 1927 bis 1929 am Pädagogischen Institut der Stadt Wien den viersemestrigen hochschulmäßigen Lehrerbildungskurs. Im Juni 1928 bestand sie die Ergänzungsprüfung für Realgymnasien, mit der sie zum Studium an der Universität berechtigt war. Ab Wintersemester 1928/29 belegte sie Veranstaltungen aus den Fächern Psychologie, Philosophie, Pädagogik, Physik und Mathematik an der Universität Wien. Sie promovierte 1932 mit einer Arbeit zum Thema Die Gestaltkonstanz in ihrer Entwicklung und Beeinflussung durch Übung und Einstellung zum Dr. phil.; Betreuer war Egon Brunswik, damals Assistent bei Karl Bühler.
Ihre Berufstätigkeit begann sie am 1. Dezember 1933 als Hilfslehrerin bei der Gemeinde Wien. Ab 1936/37 war sie dann provisorische Lehrerin an einer Hauptschule für Mädchen. Im März 1940 wurde sie von dieser Stelle beurlaubt und für die Vertretung einer Assistentenstelle an der Universität Wien freigestellt. 1943 habilitierte sie sich bei Arnold Gehlen mit der Schrift Die Testmethode im Rahmen der Persönlichkeitsbegutachtung, einer Arbeit zu psychologischen Untersuchungen bei volksdeutschen Umsiedlern, d. h. zu Forschung im Zusammenhang mit der nationalsozialistischen Okkupationspolitik in Osteuropa. Ihr Probevortrag bezog sich auf eine Kritik der geisteswissenschaftlichen Psychologie. Im März 1944 bekam sie eine planmäßige Assistentenstelle am Institut für Psychologie und schied aus dem Schuldienst aus. Sie hielt Kurse über experimentelle Psychologie, jugendpsychologische Begutachtungspraktika und eine Vorlesung zur Psychologie des Kindes- und Jugendalters.
Klimpfinger beantragte am 25. Dezember 1940 die Aufnahme in die NSDAP und wurde zum 1. Januar 1941 aufgenommen (Mitgliedsnummer 9.026.127). Sie gehörte zudem der NSV und dem NS-Lehrerbund an. Für die NSV führte Klimpfinger psychologische Begutachtungen sogenannter „schwieriger Erziehungsberatungsfälle“ in den Räumen des Instituts durch; sie war an der Ausbildung von NSV-Kindergärtnerinnen, NSV-Jugendleiterinnen und NSV-Fürsorgerinnen beteiligt. Am Wiener Institut für Psychologie arbeitete sie an der Adaptierung der Kleinkinderentwicklungstests von Charlotte Bühler und Hildegard Hetzer für die Zwecke der NSV. Die Testmaterialien wurden am Institut hergestellt und Verzeichnisse der lieferbaren Bestände an Interessenten verschickt. Hauptabnehmer waren die reichsweit aufgebauten Erziehungsberatungsstellen der NSV.
Nach dem Zweiten Weltkrieg wurde Klimpfinger als „nichtständige Hochschulassistentin“ an das von Richard Meister geleitete Pädagogische Institut übernommen, nebenbei wird sie auch Vorstand des Instituts für Lebenswirtschaftskunde. Als ehemaliges nationalsozialistisches Parteimitglied wurde sie einem Entnazifizierungsverfahren unterzogen, wobei ihr vorübergehend die in der NS-Zeit erworbenen Befugnisse entzogen wurden. Erst im Juli 1948 wurde ihr die Lehrbefähigung für Psychologie wieder zuerteilt.
1950 wurde sie titularisch zur a.o. Professorin ernannt. In diese Zeit fällt auch die Verheiratung mit dem Schriftsteller Rudolf Bayr. 1955 wird sie zur ständigen Hochschulassistentin bestellt, 1956 wird sie auf ein neu eingerichtetes Extraordinariat für Entwicklungspsychologie und Pädagogische Psychologie und 1967 auf ein neu geschaffenes Ordinariat für Pädagogische Psychologie berufen. Die zuvor im Pädagogischen Seminar platzierte Abteilung für Kinderpsychologie kam damit an das Institut für Psychologie. Ein wesentlicher Pfeiler der von Bayr-Klimpfinger vertretenen Forschung und Lehre bestand in der Betreuung und Leitung eines Forschungskindergartens, welcher eine unmittelbar praxisbezogene Ausbildung in Entwicklungsdiagnostik und Pädagogischer Psychologie des Vorschulalters ermöglichte. Bayr-Klimpfinger emeritierte mit Ende des Studienjahres 1976/77, vertrat aber den Lehrstuhl noch bis 1979; als ihre Nachfolgerin wurde Brigitte Rollett im Jahre 1979 von der Universität Bochum berufen. Sie wurde auf dem Döblinger Friedhof bestattet.

## Werk
Bayr-Klimpfinger hat die von Charlotte Bühler begründete Tradition der Wiener Schule der Kinder- und Jugendpsychologie fortgesetzt. Dabei hat sie die Serie der Entwicklungstests um einen Test für das 7. Lebensjahr ergänzt. Zudem verfolgte sie familiensoziologische Fragestellungen. Spätere Arbeiten bezogen sich auf die Entwicklung von kindgerechtem Spielzeug, auf das Problem altersgerechter Bücher und auf die entwicklungspsychologischen Auswirkungen des damals neuen Mediums Fernsehen. Ebenso beschäftigte sie sich unter dem Stichwort Lebensraumgestaltung mit der adäquaten räumlichen Ausgestaltung von Kindergärten (Raumteilverfahren, d. h. Gliederung des Gruppenraumes in verschiedene Spielbereiche, Raumteile und Begrenzungen).

## Ausgewählte Schriften
- Sylvia Klimpfinger: Über den Einfluß von intentionaler Einstellung und Übung auf die Gestaltkonstanz. In: Archiv für die Gesamte Psychologie. Band 88, 1933, S. 551–598.
- Sylvia Klimpfinger: Die Entwicklung der Gestaltkonstanz vom Kind zum Erwachsenen. In: Archiv für die Gesamte Psychologie. Band 88, 1933, S. 599–628 (Dissertation).
- Sylvia Klimpfinger: Die Testmethode in der Persönlichkeitsbeurteilung. Möglichkeiten und Grenzen. Rohrer, Wien 1944 (Sitzungsberichte der Akademie der Wissenschaften in Wien, Phil.-hist. Klasse, Band 223; Habilitationsschrift).
- Sylvia Klimpfinger: Die Möglichkeiten einer geisteswissenschaftlichen Psychologie und die Frage nach der Einheit der Psychologie. In: Archiv für die Gesamte Psychologie. Band 112, 1944, S. 249–287.
- Sylvia Klimpfinger: Eine Entwicklungstestreihe für das 7. Lebensjahr. In: Zeitschrift für Psychologie und Pädagogik. Band 2, 1949, S. 49–67.
- Sylvia Bayr-Klimpfinger: Die Wandlungen der Familie und ihre Auswirkungen auf die Erziehung. In: Wiener Zeitschrift für praktische Psychologie. Band 2, 1950, S. 2–11.
- Sylvia Bayr-Klimpfinger: Weshalb Kinder nicht richtig spielen können. Verlag für Jugend und Volk, Wien 1956.
- Sylvia Bayr-Klimpfinger und Agnes Niegl: Erzähl mir was! (gestaltet in sog. Latein-Schrift), GESCHICHTEN FÜR KLEINKINDER ausgewählt, bearbeitet und kommentiert von Sylvia Bayr-Klimpfinger und Agnes Niegl, Österreichischer Bundesverlag für Unterricht, Wissenschaft und Kunst Wien und München, Umschlag und Illustrationen Emanuela Delignon, Wien 1966, Robuster beiger Einband mit dunkelbrauner Schrift, Vorwort der Herausgeberinnen aus 1965 stammend, Hinweis: Mit Erlass des Bundesministeriums für Unterricht vom 26. Mai 1966, Zahl 38981 _ V/1/66, als Lehrbehelf zum Unterrichtsgebrauch an Bildungsanstalten für Kindergärtnerinnen und Erzieher, höhere Lehranstalten für wirtschaftliche Frauenberufe und an Fachschulen für wirtschaftliche Frauenberufe sowie auf Grund der provisorischen Lehrpläne für Mittelschulen für die auslaufenden Klassen der Frauenoberschulen zugelassen, Privatsammlung Österreichisches Werbemuseum Wien
- Sylvia Bayr-Klimpfinger und Agnes Niegl: Erzähl uns was! Geschichten für Kleinkinder. Verlag für Jugend und Volk, Wien 1983.
- Sylvia Bayr-Klimpfinger, Richard Bamberger und Anna H. Brantner: Unsere schöne Stadt. Buchklub der Jugend, 1968.
- Hildegard Hazmuka und Sylvia Bayr-Klimpfinger. Grundlegung mathematischen und logischen Denkens.